# Єрсіка
Єрсіка (латис. Jersika, латг. Gersika, нім. Gerzika, лат. Gercike, Gerceke) — село в Єрсіцькій волості Ліванського краю Латвії, історичний центр середньовічного Герсіцького князівства.

## Історія
Археологічні розкопки показують, що Герсіцьке городище виникло вже в X столітті, коли були проведені роботи із зміни рельєфу його гори. В XI столітті в Герсіке зводиться земляне укріплення і будується дерев'яна фортеця. На замковому городищі виявлені залишки майстерень ремісників та інші дерев'яні споруди. За археологічними даними посад Герсіке був заселений з XI століття. З цього ж часу недалеко від міста з'являється і могильник, з латгальськими і слов'янськими похованнями (він функціонував в XI—XIII століттях). На городищі, посаді і могильнику виявлено православні хрести.
Ще до 1015 року Герсіке разом з прилеглою до нього долиною Західної Двіни, входив до складу Київської Русі, а після посилення феодальної роздробленості Герсіке і його округа підпорядковувалися Полоцькому князівству. Так тривало аж до німецького нашестя 1201—1226 років.

## Герсіцьке князівство
Взагалі вже до кінця XII століття підвладний Полоцьку Герсіке був не просто укріпленим замком, а важливим торгово-ремісничим містом з багатьма будинками і православними храмами. Його багатством згодом захоплювалися хрестоносці. Згідно з розповіддю Генріха Леттського в «Хроніці Лівонії», у Герсіке правив і володів навколишніми землями князь Всеволод (Віссевалд, rex Wissewalde de Gercike) як васал Рогволода, князя Володимира Полоцького (Валдемар, близько 1184—1216).
Документи початку XIII століття — акт про капітуляцію Герсіке (LGU. 1908. № 2) договір 1211 року про розділ і договір 1213 року про обмін земель з німцями — дають відомості про склад Герсіцького князівства і його межі. До складу князівства входили замки Аутіне, Цесвайне, Алене, Цердене, Негесте, Марція, Лепене, Асоте і Беберніне. При цьому особливе значення на заході Герсіцького князівства мав Аутіне де правив старійшина Варідот. Аутіне згадується в хроніці і в документах під назвою «замок» або «місто» і мало велику територію. У той же час Цесвайне, Негесте, Марція, Алене, у джерелах об'єднувалися під одним загальною назвою «Летте».
Таким чином, на початку XIII століття Герсіцьке князівство включало в свої володіння басейни Західної Двіни і Гауї, включаючи всю Лотигольску землю, і контролювало важливу сухопутну дорогу Рига — Псков. Однак залежність різних замків, поселень, земель і громад від Герсіке була неоднаковою. У повному підпорядкуванні знаходилися землі на схід від річки Айвіексте, суміжні з самим Герсіцьким, Асотський, Лепенський, Бебернінський округи. У документі 1211 року саме тільки про них говориться як про володіння герсіцького князя.